# Karolína Falcko-Zweibrückenská
Karolína Falcko-Zweibrückenská (9. března 1721, Štrasburk – 30. března 1774, Darmstadt) byla manželkou hesensko-darmstadtského lantkraběte a jednou z nejučenějších žen své doby.

## Život
Karolína se narodila jako dcera Kristiána III. Falcko-Zweibrückenského a jeho manželky Karolíny Nasavsko-Saarbrückenské.
Dne 12. srpna 1741 se ve Zweibrückenu provdala za Ludvíka IX. Hesensko-Darmstadtského. Sjednané manželství bylo nešťastné: Karolína se zajímala o hudbu a literaturu, zatímco jejího manžela zajímaly vojenské záležitosti. Žila od něj odděleně v Buchsweileru. K ulehčení státní ekonomiky založila továrnu. V roce 1772 podpořila politika Karla Friedricha von Moser.
Karolína byla známější jako Velká lantkraběnka, jak ji nazval Johann Wolfgang von Goethe. Podporovala několik spisovatelů a filozofů své doby, jako např. Johanna Gottfrieda Herdera, Christopha Martina Wielanda a Goetheho. Wieland si přál, aby měl sílu učinit ji Královnou Evropy. Byla také v kontaktu s Fridrichem II. Pruským a to jako jedna z mála žen, které Alte Fritz respektoval. Kdysi ji nazval Slávou a zázrakem našeho století a po její smrti poslal do Darmstadtu urnu s textem femina sexo, ingenio vir (Žena pohlavím, muž duchem).

## Potomci
| Jméno                                                                     | Portrét | Životní data                        | Poznámka                                                                                          |
| ------------------------------------------------------------------------- | ------- | ----------------------------------- | ------------------------------------------------------------------------------------------------- |
| Karolína Hesensko-Darmstadtská hesensko-homburská lantkraběnka            |         | 2. března 1746 – 18. září 1821      | V roce 1768 se provdala za Fridricha V. Hesensko-Homburského, s nímž měla děti.                   |
| Frederika Luisa Hesensko-Darmstadtská pruská královna                     |         | 16. října 1751 – 25. února 1805     | V roce 1769 se provdala za Fridricha Viléma II., s nímž měla děti.                                |
| Ludvík I. Hesenský hesenský velkovévoda                                   |         | 14. června 1753 – 6. dubna 1830     | V roce 1777 se oženil s Luisou Hesensko-Darmstadtskou, s níž měl děti.                            |
| Amálie Hesensko-Darmstadtská dědičná bádenská princezna                   |         | 20. června 1754 – 21. června 1832   | V roce 1775 se provdala za Karla Ludvíka Bádenského, s nímž měla děti.                            |
| Vilemína Luisa Hesensko-Darmstadtská velkokněžna Natálie Alexejevna Ruská |         | 25. června 1755 – 15. dubna 1776    | V roce 1773 se provdala za budoucího ruského cara Pavla I., s nímž neměla žádné přeživší potomky. |
| Luisa Hesensko-Darmstadtská sasko-výmarsko-eisenašská vévodkyně           |         | 30. ledna 1757 – 14. října 1830     | V roce 1775 se provdala za Karla Augusta Sasko-Výmarsko-Eisenašského, s nímž měla děti.           |
| Fridrich                                                                  |         | 1759–1802                           |                                                                                                   |
| Kristián Hesensko-Darmstadtský hesensko-darmstadtský lantkrabě            |         | 25. listopadu 1763 – 17. dubna 1830 | Neoženil se.                                                                                      |